# Samuel Delage
Samuel Delage, né le 4 juin 1978 à Angers, est un écrivain français, auteur de polars.

## Biographie
Né le 4 juin 1978 à Angers, Samuel Delage est scénariste et auteur de romans à suspense. Ses influences littéraires sont éclectiques, avec des classiques comme les récits de John Steinbeck, Ernest Hemingway et Jules Verne, en passant par des auteurs comme Steeve Berry, Dan Brown, Giacometti/Ravenne ou Stephen King. 
Samuel Delage créé une série romanesque avec des personnages récurrents, Yvan Sauvage (expert en art et commissaire-priseur) et Marion Evans (historienne de l'art).
Également chroniqueur livres sur France 3 Pays de la Loire et créateur du site internet « Les Petits Mots des Libraires », il soutient les libraires et partage leurs découvertes. 

## Œuvres

### Romans
- 2008 : L'étage le plus haut (Les Nouveaux Auteurs)
  - Sélection Prix des lecteurs de Petit-Mars
- 2010 : Arrêt Wagram (Les Nouveaux Auteurs)
  - PRIX des Tilleuls 2011
  - PRIX des Lecteurs de La Plaine sur Mer 2011
  - Finaliste au Grand Prix Femme Actuelle 2010
- 2011 : Code Salamandre (Éditions Belfond)
  - PRIX Plume Libre 2012 - Plume d'Or du thriller francophone
  - PRIX Plume de GLACE 2012 (2nd)
  - Sélection Prix International du Film et du Roman policier (Plume de Cristal) 2012
- 2015 : Cabale Pyramidion (Éditions Albin Michel)[2]
  - Sélection Prix Plume Libre 2016
- 2018 : Arcanes Médicis (Éditions De Borée)
  - PRIX Coup de Cœur de l'Ile aux Livres 2019
  - Sélection Prix du Roman Populaire 2019
  - Sélection Prix des clameurs 2019
  - Sélection Prix COGNAC Polar du meilleur roman francophone 2018

### Événements
- Parrain du Prix Littéraire Plume d’Or (ESEO 2012)
- Président du jury concours de nouvelles (OnPrint 2013)
- Président du jury Prix Nuits Noires (Bookelis 2014)
- Créateur du Prix "Les Petits Mots des Libraires" (2016)